# دنیس ساندبرگ
دنیس ساندبرگ (انگلیسی: Denise Sundberg؛ زادهٔ ۱۶ نوامبر ۱۹۹۰) بازیکن فوتبال اهل سوئد است.